# Bummed
Bummed è il secondo album in studio del gruppo musicale britannico Happy Mondays, pubblicato nel 1988.

## Tracce
1. Country Song – 3:24
2. Moving in With – 3:36
3. Mad Cyril – 4:36
4. Fat Lady Wrestlers – 3:25
5. Performance – 4:09
6. Brain Dead – 3:10
7. Wrote for Luck – 6:05
8. Bring a Friend – 3:45
9. Do It Better – 2:29
10. Lazyitis – 2:48

## Formazione
- Shaun Ryder – voce
- Paul "Horse" Ryder – basso
- Mark "Cow" Day – chitarra
- Paul Davis – tastiere
- Gary Whelan – batteria
- Mark "Bez" Berry – percussioni